# 新格罗莫沃市镇
新格罗莫沃市镇（俄语：Новогромовское муниципальное образование）是俄罗斯联邦伊尔库茨克州切列姆霍沃区所属的一个市镇。其下辖有个居民点，行政中心为新格罗莫沃。据2016年统计，该市镇的人口为1479人。